# سعود عبد العزيز القصيبي
سعود بن عبد العزيز القصيبي (مواليد سنة 1963) رجل أعمال ومستثمر سعودي بالإضافة لكونه شاعر وكاتب ومؤرخ.

## تعليمه
حاصل على بكالوريوس في إدارة الأعمال تخصص مالية عام 1988 من «جامعة سانت أدواردز» في مدينة اوستن بولاية تكساس بالولايات المتحدة الأميركية.

## مسيرته
رئيس جمعية الآثار والتراث بالمنطقة الشرقية وباحث ومحاضر في مجال الابتكار الاقتصادي في النخيل ومبتكر لعدد من منتجات التمور الداخلة في الصناعات التحويلية. عضو مجلس ادارة التميز البحثي في النخيل والتمور بجامعة الملك فيصل.
سعود القصيبي كان رئيس مجلس ادارة مجموعة سامبا المالية. وعضو مؤسس ونائب رئيس لمجلس الإدارة في الشركة السعودية لإعادة التأمين التعاوني (إعادة)، وعضو مجلس ادارة مؤسس في«جامعة الأمير محمد بن فهد»، وعضو مجلس الادارة واللجنة التأسيسية في «المجموعة السعودية للاستثمار الصناعي»، , كذلك عضو سابق لمجلس الادارة وعضو لجنة التخطيط والمتابعة في «جمعية البر في المنطقة الشرقية».
يمتلك خبرة تمتد إلى 28 عاماً في إدارة «شركة أحمد حمد القصيبي وإخوانه»، حيث عمل عضواً منتدباً فيها.
شغل منصب رئيس مجلس إدارة «شركة نماء للكيماويات»، كما تقلد عدة مناصب في الشركة السعودية لإعادة التأمين التعاوني «إعادة» بين 2008 و2009 منها: رئيس مجلس الإدارة، ونائب رئيس مجلس الإدارة، وعضو مجلس الإدارة، وكان رئيساً لمجلس إدارة «مجموعة سامبا المالية» بين 2003 و2009، وعضواً في مجلس ادارة «غرفة الشرقية» بين 1998 و2009، وعضواً في اللجنة الصناعية في الغرفة ذاتها بين 1989 و1997 ورئيس لجنة السياحة ونائب لرئيس اللجنة الاستراتيجية وعضو اللجنة التنفيذية
شغل عضوية مجلس إدارة كل من «المجموعة السعودية للاستثمار الصناعي» بين 1991 و2005، و«جامعة الأمير محمد بن فهد»، وكان العضو المنتدب «شركة العربية لتغليف الانابيب»، نائب رئيس « شركة تكمو العربية» لاصلاح التربينات الغازية و«شركة نماء للاستثمار الصناعي»، و«جمعية البر للمنطقة الشرقية»، و«شركة بي بي العربية للطاقة الشمسية»، و«شركة الأنابيب الوطنية».

## روابط خارجية
- A.H. Al Gosaibi & Bros website
- Nama Chemicals website
- Chamber website
- Forbes.com: Forbes World's Richest People